# Territoris indígenes cabécar
Els Territoris indígenes cabécar són els vuit territoris o reserves indígenes que té aquest poble a Costa Rica que són
- el Territori Indígena d'Ujarrás, creat per l'Estat en 1982
- el Territori Indígena Tayni, el 1984
- el Territori Indígena de Talamanca Cabécar, en 1985
- el Territori Indígena de Telire, en 1985
- el Territori Indígena Nairi Awari, en 1991
- el Territori Indígena de Bajo Chirripó en 1992
- el Territori Indígena Chirripó en 1993
- el Territori Indígena China Kichá en 2001.[1]

Aquests territoris són els més poblats de totes les comunitats indígenes costarricenses, representant el 65% de la població de territoris indígenes. Dos d'ells tenen més de 8.000 habitants cadascun: Alto Chirripó i Bajo Chirripó, els segueixen Telire i Tayní amb 2.350 cadascuna, Talamanca Cabécar amb 1.031 i Nairi Awari amb 500. La seva població total s'estima en 12.681 segons dades de l'INEC (2013).
El cabécar és la llengua més parlada per la població, en un 80% (arriba al 96% a Chirripó). Els cabécar són la comunitat indígena costariquenya més aïllada i de més difícil accés, per la qual cosa també és una de les quals més ha preservat la seva cultura, idioma i religió.